# Grande Virada
A Grande Virada ou Grande Ruptura (em russo: Великий перелом) é a mudança radical na política econômica da União Soviética entre 1928/1929, que basicamente consistiu em abandonar a Nova Política Econômica (NEP) e na aceleração da coletivização. O termo foi retirado do título do artigo de Josef Stalin "Ano da Grande Virada", publicada em 7 de novembro de 1929, o 12 º aniversário da Revolução de Outubro.